# پارک ری-کی
پارک ری-کی (انگلیسی: Park Ri-ki؛ زادهٔ ۱۸ ژوئیهٔ ۱۹۹۲) بازیکن فوتبال است.